# 1820年9月7日日食
1820年9月7日日食为一次在协调世界时1820年9月7日出現的日環食。該次日食食分為0.9329，食甚維持5分49秒。

## 概述
這次日食的食分是0.9329，環食維持5分49秒。

## 基本參數
- 類型：日環食
- 食甚資料：
  - 日期：1820年9月7日
  - 時間：13時59分58秒
  - 地點：52N 9E
  - 食分：0.9329
  - 日環食持續時間：5分49秒

## 外部連結
- NASA日食專頁（页面存档备份，存于）（英文）